# Konnexität
Konnexität ist im Zivilrecht der Zusammenhang zwischen einer Verbindlichkeit und einer korrespondierenden Forderung, insbesondere beim Zurückbehaltungsrecht.

## Allgemeines
Das Zurückbehaltungsrecht des § 273 BGB ist dadurch gekennzeichnet, dass die Forderung des Schuldners, der sein Zurückbehaltungsrecht ausübt und die Erfüllung von Ansprüchen seiner Gegenpartei zurückstellt, „aus demselben rechtlichen Verhältnis, auf dem seine Verpflichtung beruht“, stammen muss.

## Rechtsfragen
Der Begriff der Konnexität ist im weitesten Sinne auszulegen; es genügt, wenn Forderung und Gegenanspruch ein innerlich zusammenhängendes, einheitliches Lebensverhältnis zugrunde liegt. Dabei müssen Forderung und Verbindlichkeit nicht aus demselben Rechtsverhältnis stammen. „Vielmehr genügt es, wenn ihnen ein innerlich zusammenhängendes, einheitliches Lebensverhältnis zu Grunde liegt, wenn beide Ansprüche also aus Rechtsgeschäften hervorgegangen sind, die in einem solchen natürlichen und wirtschaftlichen Zusammenhang stehen, dass es gegen Treu und Glauben verstoßen würde, wenn der eine Anspruch ohne Rücksicht auf den der anderen Seite zustehenden geltend gemacht und durchgesetzt werden könnte“.
Ein Zurückbehaltungsrecht liegt nur dann vor, wenn die Ansprüche auf verschiedenartige Leistungen gerichtet sind. Bei beiderseits fälligen Geldforderungen liegt in der Geltendmachung eines Zurückbehaltungsrechts in Wahrheit die Erklärung einer Aufrechnung. Ein gleicher Schuldgrund für Haupt- und Gegenforderung (= Konnexität) ist keine Voraussetzung für eine Aufrechnung, sehr wohl aber beim Zurückbehaltungsrecht. Die Konnexität ist keine Voraussetzung bei der Aufrechnung, auch wenn sich hier Forderungen und Verbindlichkeiten gegenüber stehen müssen. Anders als bei § 273 BGB wird für die Aufrechnung keine Konnexität verlangt; für beide Forderungen können an sich sogar verschiedene Rechtswege gegeben sein.

## Formelles Recht
Daneben kennt auch das formelle Recht den Begriff der Konnexität. Gemäß § 33 Abs. 1 ZPO kann eine Widerklage erhoben werden, „wenn der Gegenanspruch mit dem in der Klage geltend gemachten Anspruch (…) in Zusammenhang steht“. Gemeint ist dabei ein prozessualer Zusammenhang, der auch hier nicht eng ausgelegt werden darf. Die Konnexität in § 33 Abs. 1 ZPO ist dabei genauso zu verstehen wie in § 273 BGB, es reicht also ein unmittelbarer wirtschaftlicher Zusammenhang aus.

## International
Anders als das kaufmännische Zurückbehaltungsrecht nach § 368 UGB, können in Österreich die gesetzlichen Pfandrechte des Spediteurs nach § 410 UGB und des Frachtführers nach § 440 UGB sowie das Zurückbehaltungsrecht nach § 471 ABGB nur zu Gunsten konnexer, also mit dem betroffenen Gegenstand zusammenhängender Forderungen, ausgeübt werden. Auch in Österreich ist die Konnexität für Aufrechnungen nicht erforderlich.
In der Schweiz steht dem Gläubiger nur dann ein Retentionsrecht zu, wenn die Forderung ihrer Natur nach mit dem Gegenstand der Retention in Zusammenhang steht (Art. 895 Abs. 1 ZGB). Dies setzt aber nicht auch den gleichen Rechtsgrund voraus. Besitzerwerb und Forderung brauchen nicht auf Grund ein und desselben Rechtsverhältnisses entstanden zu sein, sondern es genügt, dass beide Verhältnisse durch denselben Zweck verbunden sind oder sonst in einem natürlichen Zusammenhang stehen.
In Frankreich ist die Konnexität bei der Aufrechnung (französisch compensation légale) von Bedeutung, ein Gericht muss die Aufrechnung aus Billigkeitsgründen aussprechen (französisch compensation judicaire), auch wenn die Voraussetzungen nicht gegeben sind.
Nach Art. 30 Abs. 3 EuGVVO gelten zwei Verfahren vor dem EuGH als Konnex, „wenn zwischen ihnen eine so enge Beziehung gegeben ist, dass eine gemeinsame Verhandlung und Entscheidung geboten erscheint, um zu vermeiden, dass in getrennten Verfahren widersprechende Entscheidungen ergehen können“.